# Wie ein Stern
Wie ein Stern ist ein im März 1971 entstandenes Lied von Frank Schöbel, einem der erfolgreichsten Schlagersänger der DDR. Es wurde im selben Jahr zusammen mit Stop, mein Freund vom Plattenlabel Amiga auf einer Single und 1972 in einer längeren Fassung auf der gleichnamigen LP veröffentlicht.
Mit Wie ein Stern gelangte Frank Schöbel nicht nur im eigenen Land 1971 in die Hitparaden. Auch in Polen, der Sowjetunion, der Tschechoslowakei, in Ungarn, der Bundesrepublik Deutschland, der Schweiz und in Österreich konnte er sich mit diesem Hit behaupten. Er gelangte fünf Mal auf Platz 1 in der RIAS-Sendung Schlager der Woche und trat 1972 mit dem Lied in der ARD-Sendung Musik aus Studio B auf. Die Single Wie ein Stern/Stop, mein Freund erschien auch bei Philips in der Bundesrepublik Deutschland.
Der Text wurde von Dieter Lietz geschrieben. Die Vertonung stammte von Hans-Georg Schmiedecke. Die Begleitmusik wurde vom Orchester Walter Bartel gespielt.
Ebenfalls 1971 veröffentlichte Peter Orloff eine Version des Liedes in der Bundesrepublik Deutschland.